# フラニ語
フラニ語（フラニご、Fulani）、またはフラ語（フラご、Fula, Fulah）は、西アフリカのセネガンビア・ギニアからカメルーン・スーダンにかけて分布するフラニ人の言語である。またセネガル川流域の トゥクロール族（Toucouleurs）の第一言語であり、他の地方の諸族の第二言語である。
この言語には複数の名称が充てられる。分布域の中部から東部地方の方言ではフルフルディ語（フルフルディご、Fulfulde）、西部地方の方言ではプラー語（プラーご、Pulaar, Pular）と呼ぶ。英語の呼称 Fulani と Fula はそれぞれマンディング諸語とハウサ語に由来し、フランス語の呼称 Peul は Fulɓe の単数形である Pullo に由来する。

## 分類
フラニ語はニジェール・コンゴ語族大西洋・コンゴ諸語の大西洋語群セネガンビア諸語に属する。
フラニ語では基本語彙である名詞=動詞語根から各種の動詞・名詞・修飾詞が派生する。また挿入辞を使いて意味を修飾した語彙が派生する。約26の名詞クラスがあり、方言によりこの数は変動する。単数形と複数形の間で起こる語頭音変化はこの言語のもう一つの特徴である。この言語はまた包括と除外の一人称複数代名詞がある。フラニ語は複雑という評判があるが、不規則変化が多少あるほかはたいへん規則的である

## 方言
フラニ語には多数の方言があるが、すべてを包括して単一言語とみなされている。ウィルソン(1989)は「長距離を旅してもコミュニケーションには全く不自由しない」としているが、聖書翻訳者は Fulfulde 語社会に少なくとも7通りの翻訳が必要であると推定する。エスノローグではこれを複数の言語に分類している。

### 中東部

#### Fulfulde（ナイジェリア）
- 1,700,000人（ナイジェリア）(2000年)

### 東部

#### Fulfulde, Adamawa,fub
- 700,000人（カメルーン）(1993年)
- 128,000人（チャド）(1993年)
- 90,000人（スーダン）(1982年)

#### Fulfulde, Bagirmi,fui
- 24,000人（チャド）
- 156,000人（中央アフリカ）(1996年)

### 中西部

#### Fulfulde, Maasina,ffm
詳細は Maasina Fulfulde を参照
- 900,000人（マリ）(1991年)
- 7,000人（ガーナ）(1991年)

#### Fulfulde, Borgu,fue
- 280,000人（ベニン）(2002年)
- 48,000人（トーゴ）(1993年)
- ナイジェリアにも話者あり

#### Pular
詳細は Pular language を参照
この言語は フータ・ジャロン （この言語が話される地域の名称）という名称で呼ばれることもある。
- 2,550,000人（ギニア）(1991年)
- 50,000人（マリ）(1991年)
- 136,000人（セネガル）(2002年)
- 178,000人（シェラレオネ）(1991年)

Pular 語はギニアの地域公用語であり、この一言語しか話さないものは多い。アラビア語・フランス語からの借用語が多く、その他英語・ポルトガル語・マリンケ語・スス語・ウォロフ語などがこれに続く。

### 西部

#### Pulaar
- モーリタニア、セネガル、ガンビア

## 文字体系

### ラテン・アルファベット
ラテン・アルファベットで記述するにあたり、フラニ語では発音の違いを明確にするために次のような『鉤つき』文字を追加した。 Ɓ/ɓ, Ɗ/ɗ, Ŋ/ŋ, Ɲ/ɲ, Ƴ/ƴ (内破音の B、内破音の D、軟口蓋音の N [ "king' の "ng" のような音]、硬口蓋音の N、放出音の Y )　アポストロフィー(ʼ)は声門閉鎖音に使う。ナイジェリアでは ʼy を ƴ に置き換え、セネガルでは ñ が ɲ の代わりに使われる。

### アラビア文字
フラニ語はこの地域が植民地化されるまでアラビア文字またはアジャミ文字で記述された。これは現在でもギニアの一部地域をはじめ一部社会で続いている。

## フラニ語アルファベット
a, aa, b, mb, ɓ, c, d, nd, ɗ, e, ee, f, g, ng, h, i, ii, j, nj, k, l, m, n, ŋ, ny, o, oo, p, q, r, s, t, u, uu, w, x, y, yy, z